# Вапітон (Айова)
Вапітон (англ. Wahpeton) — місто (англ. city) в США, в окрузі Дікінсон штату Айова. Населення — 345 осіб (2020).

## Географія
Вапітон розташований за координатами 43°22′28″ пн. ш. 95°10′29″ зх. д. / 43.37444° пн. ш. 95.17472° зх. д. (43.374320, -95.174588).  За даними Бюро перепису населення США в 2010 році місто мало площу 3,20 км², з яких 3,13 км² — суходіл та 0,07 км² — водойми.

## Демографія
Згідно з переписом 2010 року, у місті мешкала 341 особа в 179 домогосподарствах у складі 119 родин. Густота населення становила 107 осіб/км².  Було 743 помешкання (232/км²).
Расовий склад населення:
| - 98,5 % — білих - 0,6 % — чорних або афроамериканців - 0,3 % — азіатів |

До двох чи більше рас належало 0,0 %. Частка іспаномовних становила 0,3 % від усіх жителів.
За віковим діапазоном населення розподілялося таким чином: 7,9 % — особи молодші 18 років, 47,5 % — особи у віці 18—64 років, 44,6 % — особи у віці 65 років та старші. Медіана віку мешканця становила 63,1 року. На 100 осіб жіночої статі у місті припадало 93,8 чоловіків;  на 100 жінок у віці від 18 років та старших — 96,2 чоловіків також старших 18 років.
Середній дохід на одне домашнє господарство  становив 100 092 долари США (медіана — 64 643), а середній дохід на одну сім'ю — 112 290 доларів (медіана — 70 750). Медіана доходів становила 42 917 доларів для чоловіків та 40 625 доларів для жінок. За межею бідності перебувало 1,9 % осіб, у тому числі 12,5 % дітей у віці до 18 років та 0,0 % осіб у віці 65 років та старших.
Цивільне працевлаштоване населення становило 135 осіб. Основні галузі зайнятості: освіта, охорона здоров'я та соціальна допомога — 21,5 %, роздрібна торгівля — 14,1 %, будівництво — 11,9 %, мистецтво, розваги та відпочинок — 10,4 %.